# Puszcza Bydgoska
Puszcza Bydgoska – kompleks leśny położony na południe od Bydgoszczy i Torunia, o powierzchni ponad 45 tys. ha.
Charakteryzuje się występowaniem rozległych pól wydm śródlądowych, porośniętych borem sosnowym z domieszkami gatunków liściastych dębu, brzozy, grabu i innych.

## Położenie
Puszcza Bydgoska rozciąga się na obszarze o długości około 65 km i szerokości od 12 do 20 km. Jej granice wyznaczają:
- na północy i wschodzie: rzeka Wisła,
- na południu: rzeka Tążyna (u swego ujścia) i krawędź Równiny Inowrocławskiej,
- na zachodzie: rzeka Noteć i Kanał Górnonotecki.

Puszcza znajduje się w mezoregionie Kotliny Toruńskiej (zwanej także Toruńsko-Bydgoską), graniczącym od północy z pojezierzami: Chełmińskim, Dobrzyńskim i Krajeńskim, a od południa z Równiną Inowrocławską.
Pod względem administracyjnym Puszcza Bydgoska znajduje się w całości na obszarze województwa kujawsko-pomorskiego, głównie w powiatach: bydgoskim i toruńskim. Zajmuje również skrawki powiatów: nakielskiego, inowrocławskiego i aleksandrowskiego.
W całości administrowana jest przez Regionalną Dyrekcję Lasów Państwowych w Toruniu, w nadleśnictwach: Bydgoszcz, Solec Kujawski, Cierpiszewo i Gniewkowo.
Według regionalizacji przyrodniczo-leśnej Puszcza obejmuje tereny położone w III Krainie Wielkopolsko-Pomorskiej, w 5 dzielnicy Kotliny Toruńsko-Płockiej.

## Dzieje puszczy

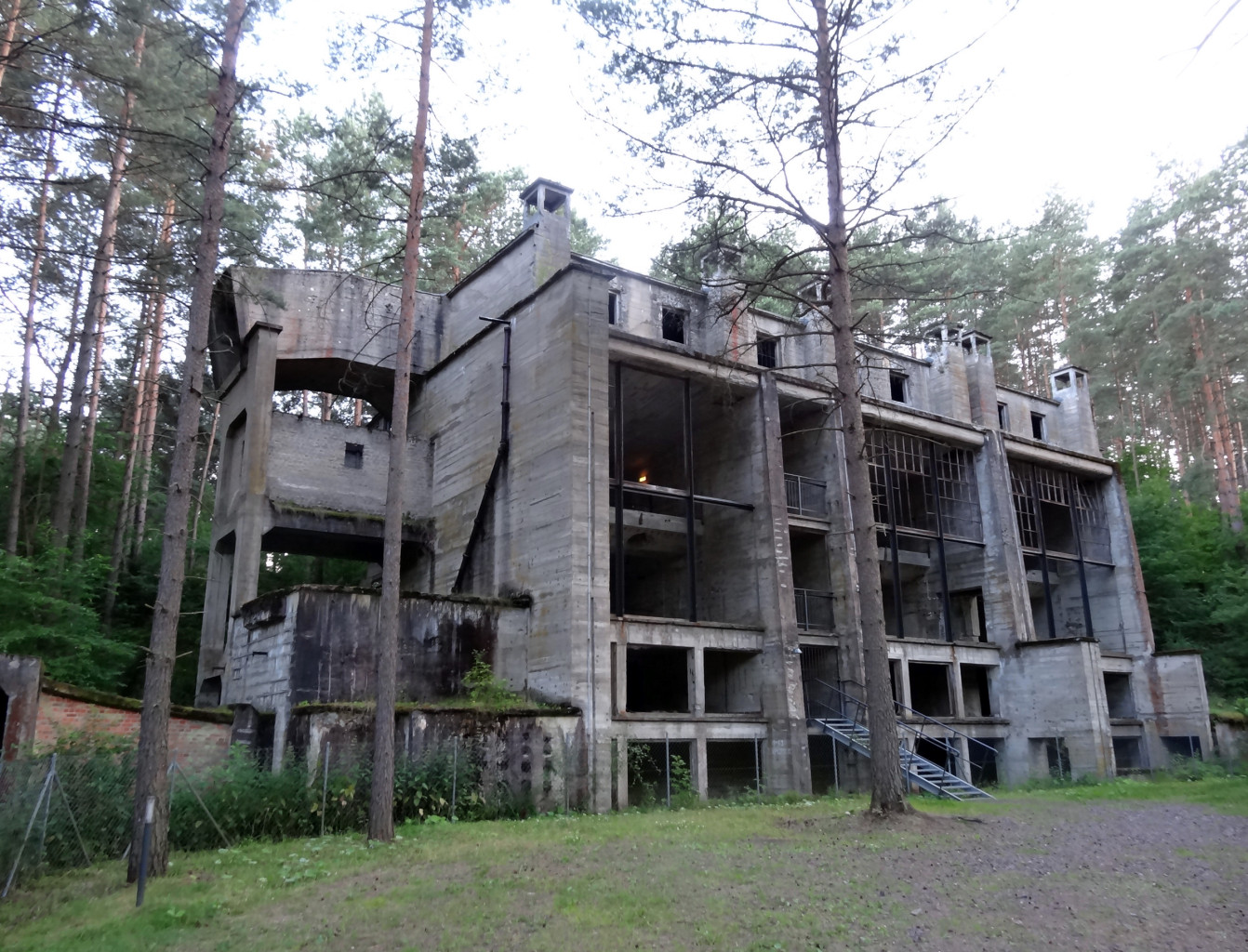
Pozostałości DAG Fabrik Bromberg w Puszczy Bydgoskiej

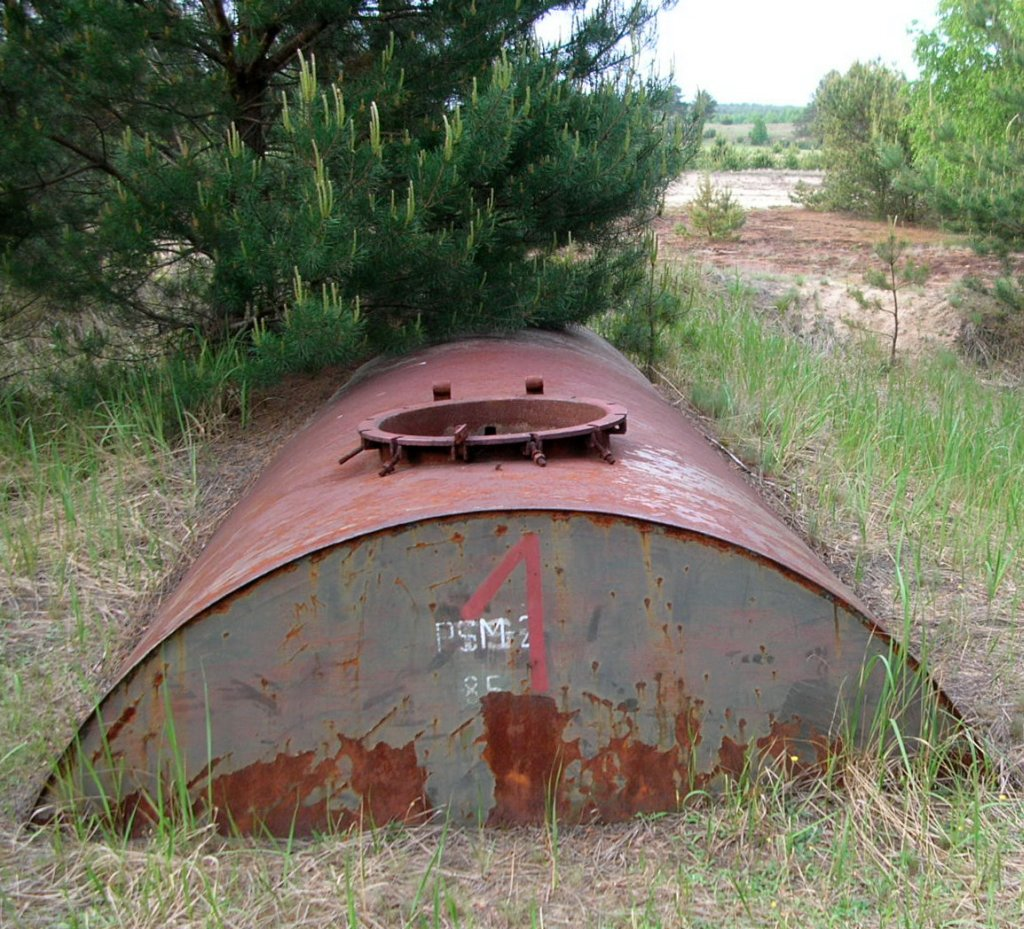
Cysterna na byłym poligonie Kabat

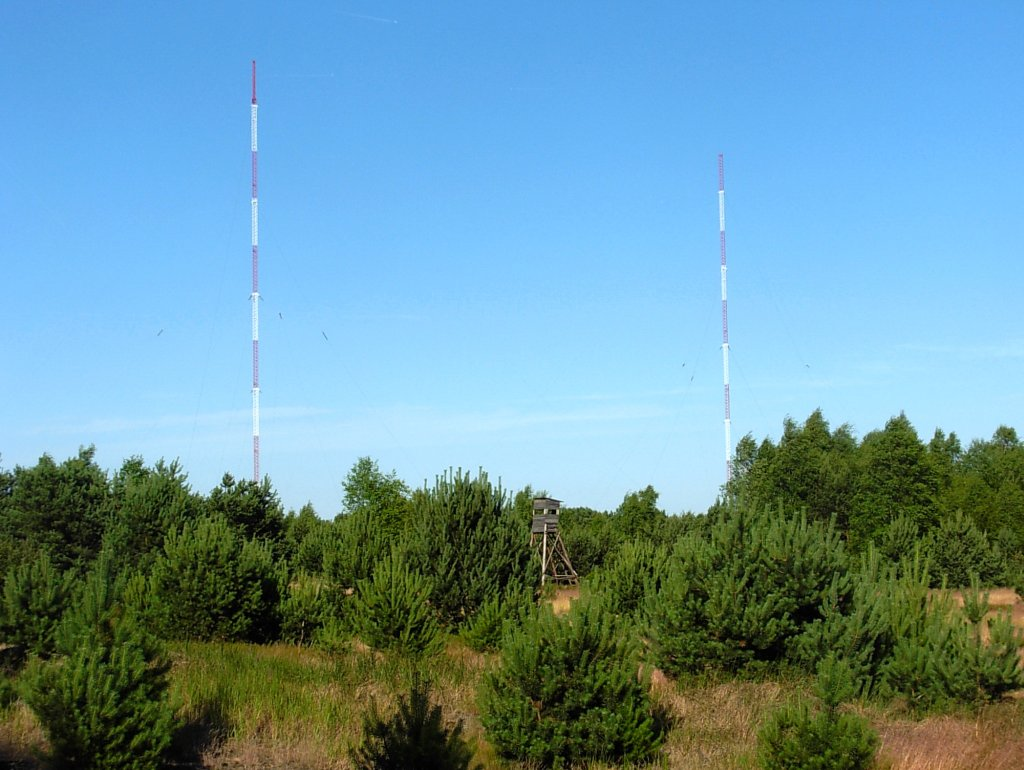
Radiowe Centrum Nadawcze I Programu Polskiego Radia

Kompleksy leśne ciągnące się na południe od Bydgoszczy, od Nakła na zachodzie po Toruń na wschodzie, należały do połowy XIV wieku do książąt kujawskich, a następnie do królów polskich. Były to tzw. Bydgoskie Bory Królewskie. Administrację nad większą częścią Puszczy sprawował bydgoski wójt. W XV–XVII wieku wójtostwo bydgoskie stanowiło część uposażenia bydgoskiego starostwa. Dopiero od 1710 r. starostwo i wójtostwo były wydzierżawiane oddzielnie. Dodatkowo na początku XVII wieku z grodowego starostwa bydgoskiego wydzielono niegrodowe starostwo soleckie, które uposażono fragmentem Puszczy Bydgoskiej.
W XVII–XVIII wieku lasy będące własnością wójtostwa bydgoskiego sięgały na wschodzie wsi Chrośna, a na zachodzie Gorzenia koło Nakła. Część lasów nadano także jako uposażenie dla miast: Bydgoszczy i Solca Kujawskiego. W 1325 r. Przemysł, książę kujawski, nadając prawa miejskie osadzie soleckiej obdarzył ją częścią borów. Wraz z nadaniem praw miejskich Bydgoszczy w 1346 r. Kazimierz Wielki przydzielił miastu około 500 ha lasów. Mimo że część lasów przydzielono Bydgoszczy, administrację nad nimi sprawował w dalszym ciągu wójt i miasto toczyło z nim spory aż do pierwszego rozbioru Polski, kiedy to tereny tutejsze przejęte zostały przez administrację pruską. Pozostałe obszary leśne, nie będące pod jurysdykcją starostów i miast – pozostawały pod władaniem korporacji duchownych.
W inwentarzu wójtostwa bydgoskiego z 1744 roku zapisano o lasach bydgoskich „ku Kujawom idących” w sposób następujący: 

"mają drzewa w sobie dębinę, olszynę, grabinę, leszczynę, brzezinę i sośninę, której ostatniej najwięcej jest (…) W tych lasach są barcie z pszczołami, z których miód do dworu się odbiera"

W końcu XVII i na początku XVIII wieku w dolinach Wisły, Noteci i Bachorzy osadzeni zostali na osadnicy holenderscy i niemieccy, którzy przystąpili do osuszania bagien i regulacji rzek oraz karczowania znacznych połaci leśnych, porastających wydmowe obszary Puszczy Bydgoskiej. Efektem tych działań było wypełnienie pustki osadniczej pomiędzy Bydgoszczą, Brzozą i Solcem Kujawskim przez nieliczne osady wiejskie. Generalnie jednak słaba urodzajność gleb na tym obszarze uchroniła Puszczę przed wylesieniem pod uprawę rolną. W wielu powstałych wówczas osadach (Leszyce, Łażyn, Nowa Wieś, Chrośna) nie prowadzono upraw rolnych, lecz mieszkali tu smolarze trudniący się wyrobem produktów drzewnych (węgiel drzewny, smoła, potaż). Powstałe w XVIII w. i rozwijające się w XIX wieku osady śródleśne (Leszyce, Łażyn Mały i Duży, Wypaleniska, Emilianowo, Piecki, Żółwin, Kabat, Kobyle Błota i inne) częściowo zanikły w II połowie XX wieku, a nazewnictwo po dawnych wsiach otrzymały lokalne leśnictwa. Utrzymały się natomiast osady i wsie zlokalizowane na południowych obrzeżach Puszczy, otwarte na południu na łąki nadnoteckie oraz położone wzdłuż Zielonej Strugi. Wykarczowane polany leśne po dawnych wsiach zalesiono w XX wieku, a np. w Wypaleniskach zlokalizowano miejskie wysypisko śmieci.
Po utworzeniu Księstwa Warszawskiego lasy znalazły się pod administracją władz departamentu bydgoskiego, zaś po 1815 r. zostały ponownie przejęte przez administrację pruską stanowiąc ponownie własność królewską (króla Prus).
W pierwszej połowie XIX wieku dokonano podziału przestrzennego Puszczy na kwadratowe oddziały i ostępy, a w II połowie XIX w. prowadzono porządkowanie stanu lasu, którego elementem były odnowienia sztuczne. Pierwsze urządzanie lasu wykonano w 1845 roku. Intensywna gospodarka leśna, prowadzona w czasach zaboru pruskiego w XIX i początku XX w., związana z chęcią maksymalizacji zysku doprowadziła do powstania wielkopowierzchniowych monokultur sosnowych, co pociągnęło za sobą występowanie znacznych rozmiarów gradacji szkodników pierwotnych i pożarów.
Po I wojnie światowej lasy wróciły na własność państwa polskiego. Po II wojnie światowej reaktywowano jednostki gospodarcze Lasów Państwowych.
Na początku XIX wieku na południe od Torunia wojskowe władze pruskie założyły poligon wojskowy, na którym w późniejszym okresie wybudowano kilka fortów stanowiących fragment umocnień twierdzy Toruń. Poligon ten został rozbudowany podczas okupacji hitlerowskiej i wzbogacony o nowe umocnienia i schrony. W okresie II wojny światowej założono również 400-ha poligon lotniczy w rejonie osady Kabat, na południe od Solca Kujawskiego. Prawdopodobnie przeprowadzano na próby pocisków rakietowych V1.
Puszcza Bydgoska była, zwłaszcza w XIX i XX w., miejscem działań wojennych. W 1919 r. do południowych jej rubieży dotarły wielkopolskie oddziały powstańcze, gdzie 11 stycznia pod Chmielnikami stoczyły zwycięską potyczkę (oddziały dowodzone przez ppor. Pawła Cymsa). We wrześniu 1939 r. przez Puszczę Bydgoską przebiegał odwrót armii „Pomorze”, zaś w styczniu 1945 r. toczyły się tu walki 1 Armii Wojska Polskiego i radzieckiej 47 Armii z Wehrmachtem.
W Leśnictwie Emilianowo funkcjonowała w latach 1939–1948 polska placówka konspiracyjna Związku Walki Zbrojnej (1939–1942), Armii Krajowej (1942–1945) i Wolność i Niezawisłość (1945–1948) pod kryptonimem „Zagroda”. W jej ramach – z inicjatywy miejscowych leśników – powstała grupa konspiracyjna „Darzbór”, która dokonała wielu bohaterskich czynów. Udzielała pomocy więźniom z obozu Bromberg-Ost, dokonywała wywiadu w fabryce zbrojeniowej DAG Fabrik Bromberg, przerzucała do Anglii jeńców brytyjskich ze stalagu XX-A w Toruniu, ukrywała Polaków, a w 1945 r. założyła oddział partyzancki „Świerki II”. Po rozbiciu oddziału na poligonie Kabat przez NKWD, członków grupy sądziły władze PRL. Dwie osoby skazano na karę śmierci „za działalność w AK”.
W 1940 r. hitlerowskie władze okupacyjne zaczęły wznosić w Puszczy Bydgoskiej, między wsią Łęgnowo, a Bydgoszczą, zamaskowany kompleks fabryki materiałów wybuchowych DAG Fabrik Bromberg. W latach 1942–1945 produkowano w niej materiały wybuchowe i elaborowano amunicję na potrzeby hitlerowskiej machiny wojennej. Pod nadzorem niemieckich specjalistów, pracowały tu tysiące jeńców i robotników przymusowych z 17 krajów Europy. W 1945 r. większość urządzeń została zdemontowana i wywieziona przez Armię Czerwoną. Po wojnie teren byłej fabryki w Łęgnowie ogrodzono drutem kolczastym i zaadaptowano dla potrzeb powstałych Zakładów Chemicznych (nadal produkujących m.in. materiały wybuchowe). Część obiektów niemieckiego kompleksu przemysłowego została opuszczona i porośnięta lasem.
Po 2004 r. powstała koncepcja wykorzystania byłej fabryki dla celów turystycznych. W 2007 roku zespół NGL-Betrieb (część zakładu mieszcząca wytwórnię nitrogliceryny) został przejęty przez Muzeum Okręgowe w Bydgoszczy, a w 2011 r. otwarto na tym terenie Eksploseum – skansen pohitlerowskiej architektury przemysłowej wraz z podziemną trasą turystyczną.
10 sierpnia 1992 r. podczas długotrwałej, letniej suszy, wybuchł największy w historii Puszczy Bydgoskiej pożar, na terenie pomiędzy Cierpicami, a Gniewkowem. Spłonęło łącznie 2938 ha lasu, a pomimo zaangażowania w akcję ratowniczą setek ludzi, specjalistycznych jednostek straży pożarnej i samolotów, ogień opanowano dopiero po ulewnym deszczu. Pożarzysko zostało uporządkowane i odnowione w latach 1992–1996. Wielkie pożarzysko po uprzątnięciu, celem wzbogacenia biocenozy leśnej jak i naturalnego ograniczenia powierzchni ewentualnych pożarów, odnowiono, oprócz sosny, w znaczącym udziale brzozą oraz dębem (bezszypułkowym i czerwonym) i klonem.
W 1999 r. w centrum Puszczy, na terenie nieczynnego poligonu wojskowego Kabat (przejętego przez Lasy Państwowe w 1994 r.), na południe od Solca Kujawskiego, założono Radiowe Centrum Nadawcze 1 Programu Polskiego Radia. Na terenie o powierzchni 80 ha zbudowano dwa maszty ćwierćfalowe o wysokościach: 330 i 289 m.

## Środowisko

### Krajobraz
Puszcza Bydgoska w całości znajduje się w obrębie mezoregionu Kotliny Toruńskiej, powstałego na skutek erozyjnej działalności wód lodowcowych i rzecznych oraz procesów eolicznych. Jego granice wyznaczają na północy i południu tarasowate zbocza otaczających ją wysoczyzn pojeziernych.
Kotlina, stanowiąca rozszerzenie pradoliny Wisły, ma kształt niecki składającej się z dwu poziomów: zalewowego i wydmowego. Wśród nich wyróżniono 11 teras, ograniczonych wyraźnymi krawędziami. Najwyższe wzniesienia na terenie Puszczy osiągają 116 m n.p.m., podczas gdy najniższe obszary w obrębie terasy zalewowej leżą na wysokości 30–32 m n.p.m.
Na terasie zalewowej Wisły, zwłaszcza w rejonie między Bydgoszczą, a Solcem Kujawskim rozciągają się niziny nadrzeczne, użytkowane jako łąki, pastwiska, ogrody oraz pola uprawne o glebie próchniczej. W XVII wieku powstały tu wsie olęderskie: Otorowo, Plątnowo, Łęgnowo, zaś na wschód od Solca Kujawskiego – wsie Przyłubie oraz Wielka i Mała Nieszawka.
Od południa, począwszy od Glinna Wielkiego, przez Nową Wieś Wielką, aż po tzw. Bydgoskie Łąki Nadnoteckie na zachodzie (między Kobylarnią, a Rynarzewem) – otaczają Puszczę Bydgoską równiny biogeniczne. Miejscami występują na nich torfy o miąższości maksymalnie do 5 m.

### Wydmy śródlądowe

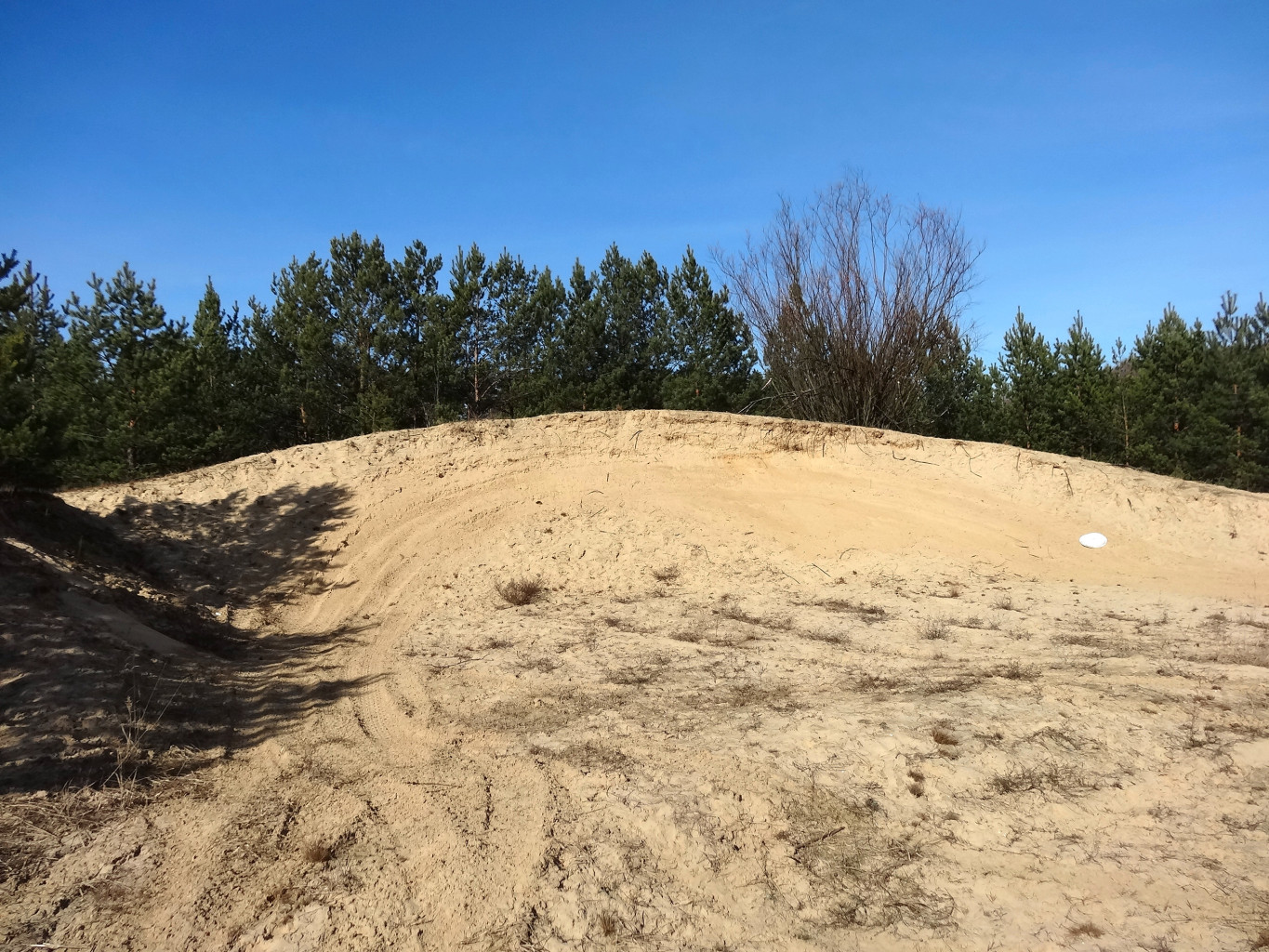
Niewielka wydma w pobliżu Żółwina

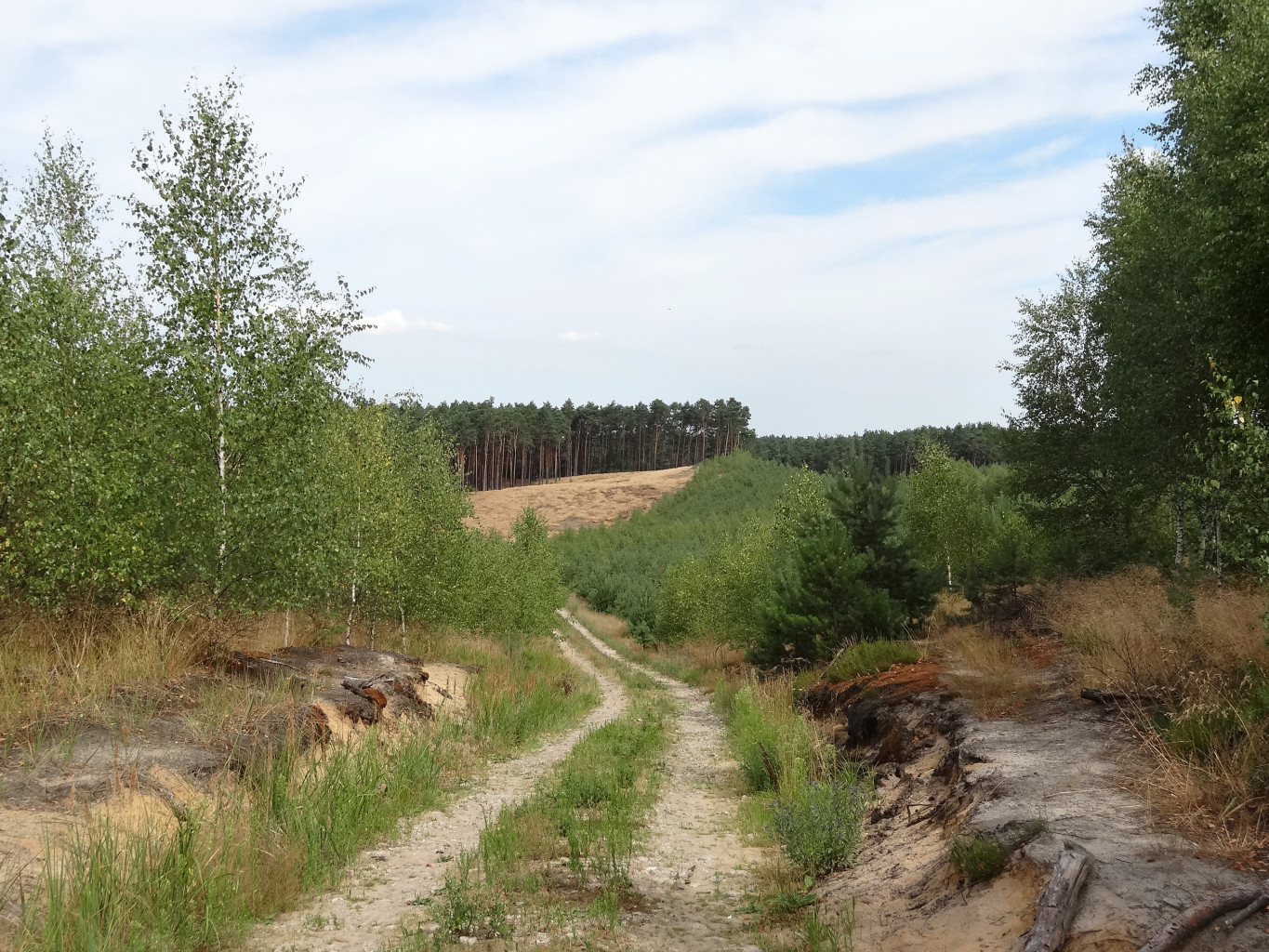
Typowy krajobraz w Puszczy Bydgoskiej

Najbardziej charakterystycznym utworem krajobrazowym na terenie Puszczy Bydgoskiej są zespoły wydm śródlądowych o zróżnicowanych formach.
Kompleks wydm liczy ok. 2000 km² powierzchni i stanowi jeden z większych tego typu obszarów w kraju.
Najrozleglejszymi poziomami, które uległy zwydmieniu są poziomy erozyjno-akumulacyjne, o wysokości bezwzględnej 70–75 m n.p.m. Ich zasięg obejmuje teren rozciągający się od południowych dzielnic Torunia na wschodzie, aż do Nakła nad Notecią na zachodzie. Krawędź tej megaformy opiera się o wyniesienie wysoczyzn morenowych na południu, a północna granica wyrażona jest podcięciem przez niższe terasy w Dolinie Noteci i Kanału Bydgoskiego, Dolinie Brdy i Dolinie Wisły.
Procesy eoliczne, których rezultatem są istniejące pola wydmowe, rozpoczęły się 10 tys. lat p.n.e. tuż po zakończeniu deglacjacji tego terenu, w okresie subfazy krajeńsko-wąbrzeskiej.
Zalegające na dużej powierzchni i cechujące się dużą miąższością piaski, zostały silnie przewiane i utworzyły wały oraz pagórki wydmowe o ramionach skierowanych na zachód. Powstawały one z lokalnego materiału, a transport piasku odbywał się na odległość do kilku kilometrów. Po ociepleniu klimatu i zwiększeniu wilgotności, rozwinęła się bujnie roślinność, która przyczyniła się do utrwalenia i naturalnego unieruchomienia wydm. Obecne deniwelacje pomiędzy szczytami wydm a powierzchnią terasy pradolinnej dochodzą do 30 m, przeciętnie wynoszą 18–20 m.
Na polach wydmowych uformowane zostały zasadniczo następujące typy utworów piaszczystych:
- wydmy paraboliczne, utworzone przez wiatry zachodnie, charakteryzujące się kształtem półksiężyca o wydłużonych rogach, otwartego ku zachodowi. W określonych warunkach naturalnych przyjmują także kształty wielkich elips, czasem tworzą parabole pozorne, stykając się pod kątem ostrym. Występują najczęściej w zwartych zespołach i osiągają znaczne wysokości względne, sięgające, zwłaszcza u czoła wydmy, do 30 m. Długość wydm parabolicznych nie przekracza kilku kilometrów, a ich wytworzenie wymaga udziału roślinności[1].
- wały wydmowe – podłużne wydmy proste o kierunku wschód-zachód, asymetryczne (jedno zbocze nachylone pod kątem 5-10°, przeciwległe – do 30°) bądź symetryczne, powstałe na skutek zniszczenia wydm parabolicznych. Charakteryzują się nierównym profilem linii grzbietowej – znaczną ilością kulminacji i obniżeń. Długość ich sięga od kilkuset metrów do kilkunastu kilometrów, a wysokość do 30 m[1].
- wydmy nieregularne – o kształtach nieregularnych (kopulaste lub wydłużone), spotykane głównie na równinnych, piaszczystych obszarach. Nie osiągają one większych rozmiarów[1].

Do najczęściej spotykanych na terenie Puszczy Bydgoskiej są wydmy paraboliczne, których ciągi występują głównie na krawędzi środkowej terasy rzecznej, pomiędzy Przyłubiem, a Cierpicami. Wały wydmowe, o długości dochodzącej do kilku kilometrów, zostały najlepiej wykształcone na niższych poziomach terasowych, zwłaszcza w pobliżu Wielkiej Nieszawki. Wydmy wkroczyły również częściowo na terasę akumulacyjną zbudowaną z aluwiów Wisły, np. w rejonie Solca Kujawskiego.
Jedną z najwyższych wydm na terenie Puszczy jest Szwedzka Góra, położona na zachód od drogi Solec Kujawski – Chrośna. Jej wierzchołek osiąga wysokość 116 m n.p.m., tj. 80 m wyżej od średniego poziomu wód Wisły. Na szczycie znajdują się prawdopodobnie resztki fortyfikacji z okresu wojen szwedzkich (1655–1656), gdyż wedle miejscowej tradycji stacjonował tu posterunek Szwedów kontrolujący szlak komunikacyjny.
W jej sąsiedztwie, w kierunku wschodnim znajduje się najwyższa w Puszczy Bydgoskiej wydma paraboliczna, której wierzchołek osiąga wysokość 116 m n.p.m.
Puszcza Bydgoska znajduje się na obszarze, w którym notowane są stosunkowo niskie opady atmosferyczne (500-520 mm). Z tego powodu, jak również z uwagi na głębokie zaleganie wody gruntowej (5-20 m), obszary wydmowe należą do silnie przesuszonych. Na powierzchni wydm znajduje się warstwa piasku z humusem o miąższości od 5 do 30 cm, pod nią – piaski bezstrukturalne.

### Wody

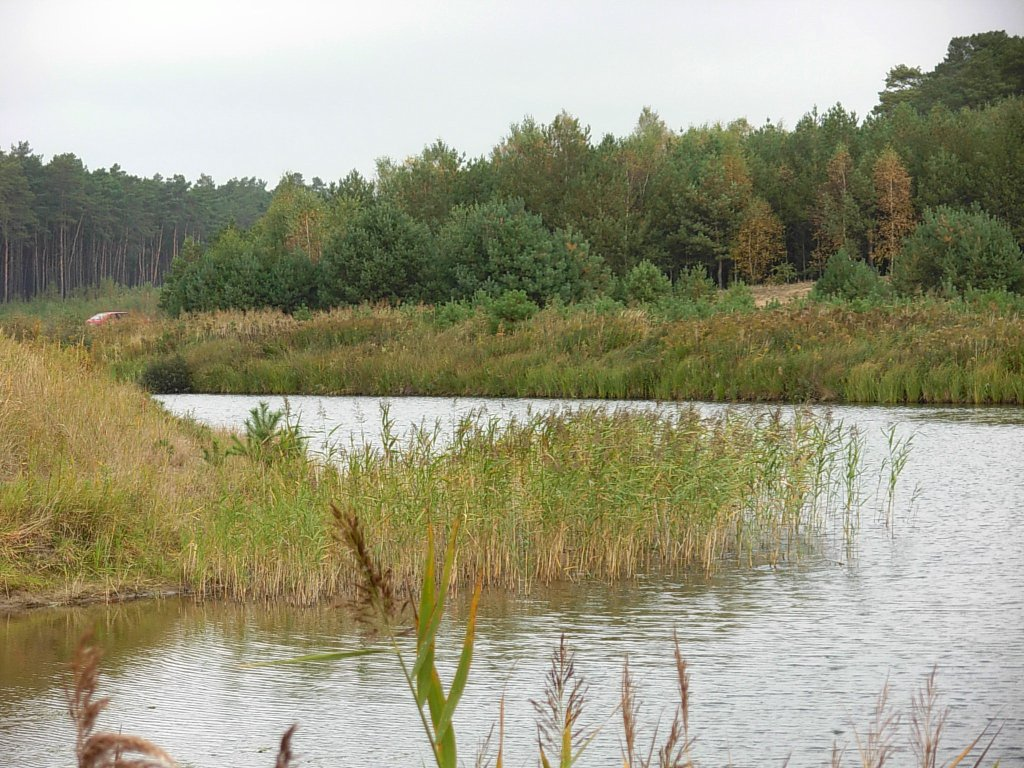
Staw w centrum Puszczy Bydgoskiej

Puszcza Bydgoska charakteryzuje się słabo wykształconą siecią hydrograficzną. Centrum zajmują obszary bezodpływowe, zaś przez zachodnią część Puszczy przebiega dział wodny pomiędzy zlewniami Odry i Wisły. Do Wisły uchodzą m.in. Zielona Struga oraz Tążyna, która w południowo-wschodniej części kompleksu płynie w leśnej dolinie o głębokości do 20 m i szerokości do 500 m. Zielona Struga (Wierdzielewa) przepływa przez centrum Puszczy z południowego zachodu na północny wschód, w dolinie o długości 11 km, w której meandruje.
Na terenie Puszczy występuje kilka jezior. Do największych należą:
- jezioro Jezuickie (pow. 146,7 ha, dł. 2,6 km, głęb. do 10 m),
- jezioro Jezuickie Małe (17,5 ha, w pobliżu Białych Błót),
- jezioro Stare (pow. 12,4 ha, zarastające),
- jezioro Nowe (pow. 26,0 ha, dł. 980 m, głęb. do 4 m), które powstało po przekopaniu kanału do jeziora Starego.

Na północnej krawędzi Równiny Inowrocławskiej, w paśmie Nowa Wieś Wielka – Liszkowice – Glinno Wielkie występują bagna.
Na terenie Puszczy występują również zanikłe jeziora, np. Piecki Jezuickie, porośnięte roślinnością hydrofilną i inne zbiorniki tego typu, położone na północ od jeziora Jezuickiego oraz dawne zastoisko wodne w pobliżu wsi Chrośna, osuszone i przekształcone w łąki przez sprowadzonych w XVII wieku osadników olęderskich. Są to tzw. Łąki Studzienieckie, których nazwa pochodzi od legendy o „świętej studni”, której głębokości w żaden sposób nie można było zmierzyć. Wokół prowadzą drogi leśne, wybudowane w XIX wieku przez pruskich saperów. Wśród łąk można zauważyć dawny półwysep jeziora, porośnięty resztkami starodrzewu z końca XVIII w.
Od końca XVIII wieku następuje stepowienie obszaru Puszczy Bydgoskiej, wywołane głównie działalnością człowieka: melioracją łąk, wyrębem naturalnych drzewostanów i zastąpieniem ich monokulturami sosnowymi oraz pozbawianiem wydm ochrony roślinnej.

### Roślinność

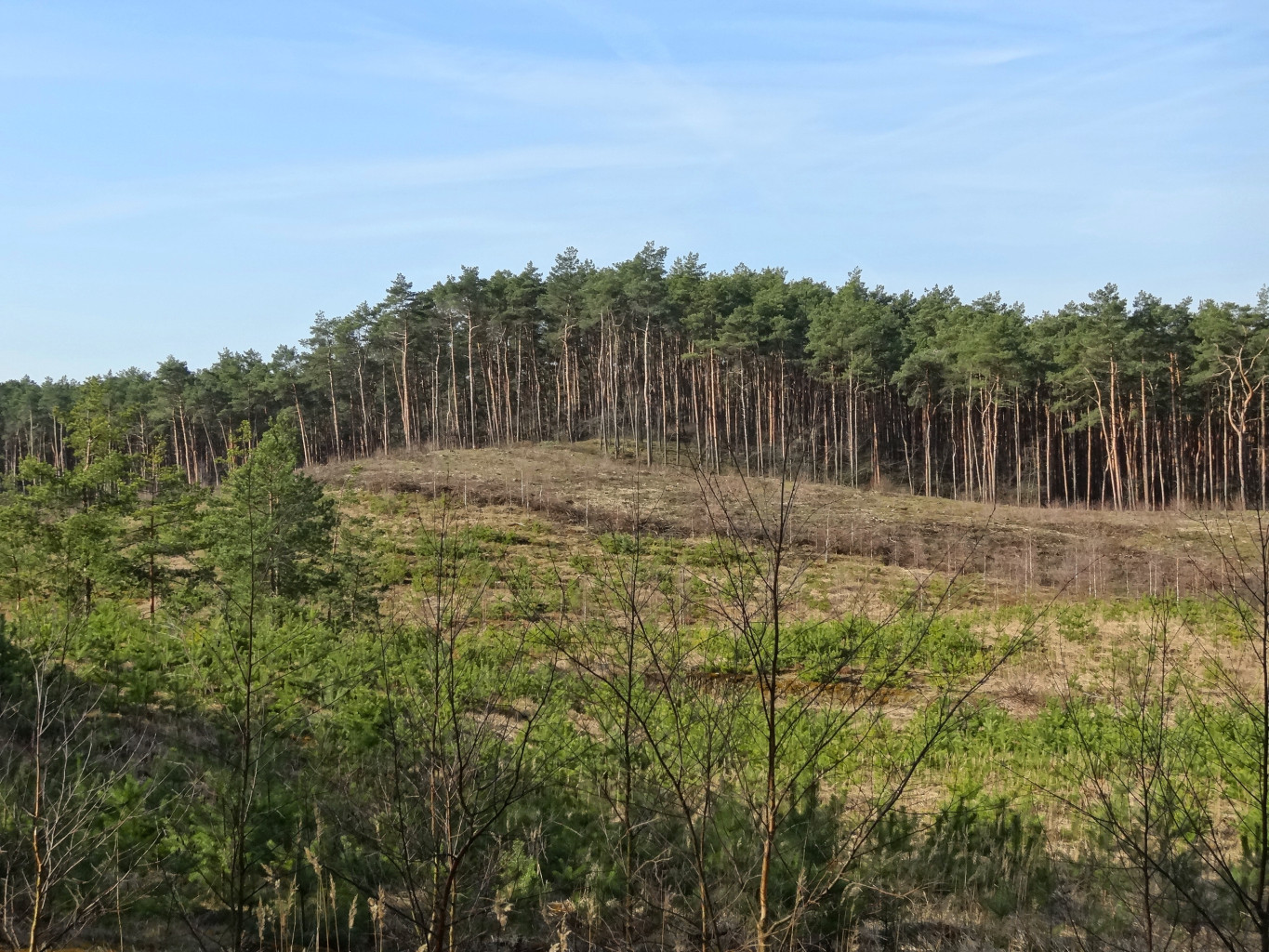
Różnowiekowe drzewostany

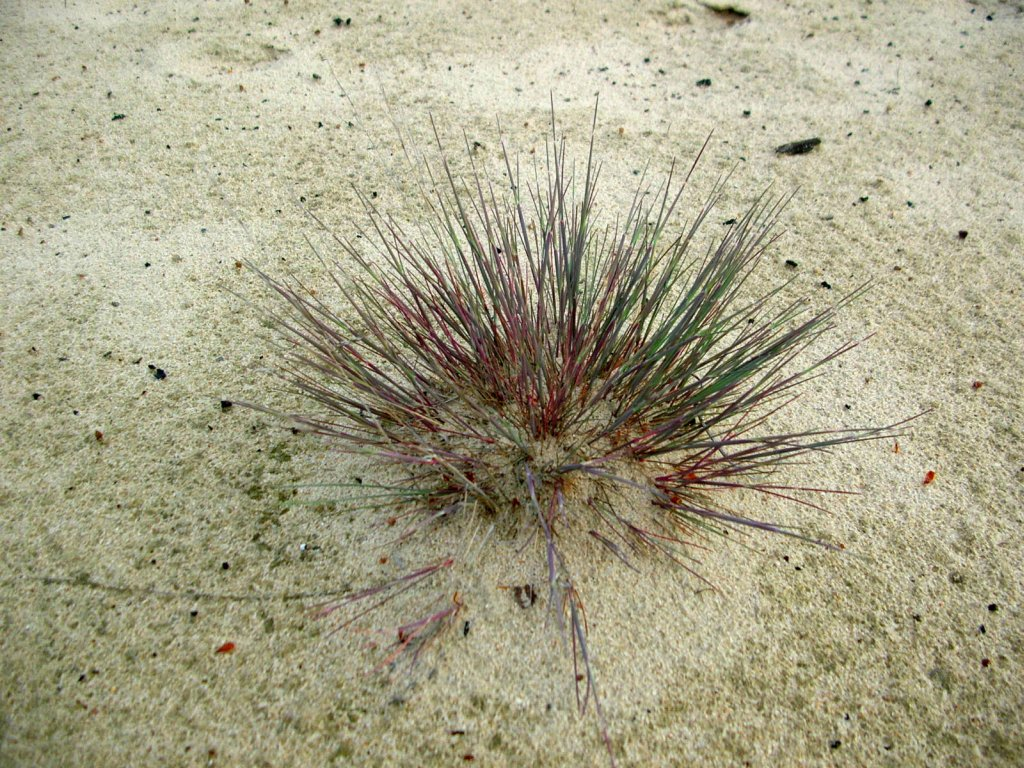
Roślinność kserotermiczna

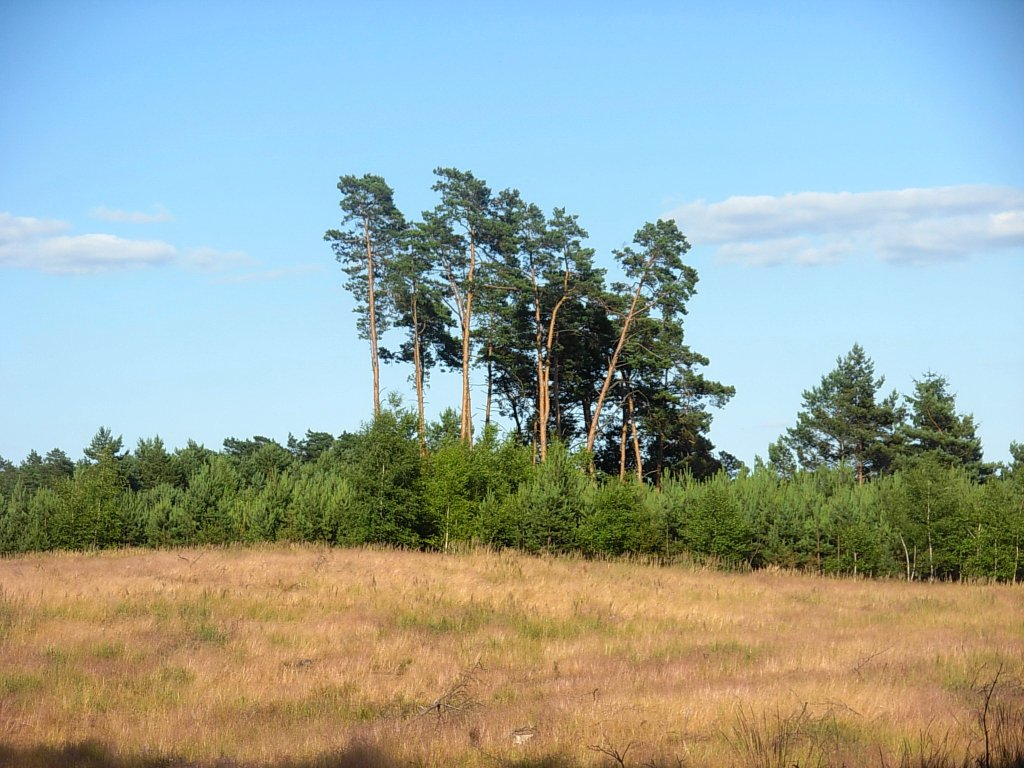
Grupa sosen

Puszcza Bydgoska na obszarach wydmowych porośnięta jest niemal w całości borem sosnowym z domieszką dębów i brzóz. W podszycie występują masowo jałowce pospolite i jarzębiny. W runie rosną mchy i porosty, trawy piaskowe, wrzosy oraz borówki – czarna i brusznica.
Wydmy porastają psammofity, tak pochodzenia kontynentalnego (np. łyszczec wiechowaty) jak i nadmorskiego (wydmuchrzyca piaskowa, piaskownica zwyczajna) oraz w zwartych rozłogach turzyce.
Na wilgotniejszych glebach, w obniżeniach międzywydmowych i w miejscach zachowania glin morenowych rosną lasy mieszane i liściaste, w których występują przede wszystkim oba gatunki dębu (szypułkowy i bezszypułkowy), graby, osiki, w mniejszym stopniu lipy. Natomiast stosunkowo rzadko, głównie w okolicy cieków wodnych – występują lasy dębowo-grabowe (grądy) oraz świetliste dąbrowy.
Na terasie zalewowej, nad Wisłą, występują łęgi topolowo-wierzbowe, w których dominuje olsza szara oraz topola zwana nadwiślańską, dochodząca nieraz do znacznych rozmiarów. W bujnym podszycie rosną m.in. czeremcha i bez czarny. Brzegi strug wodnych urozmaicają miejscami łęgi olszowo-jesionowe, składające się z olszy szarej i jesionu wyniosłego.
Enklawy bezleśne tworzą najczęściej podmokłe obniżenia deflacyjne, czasami wytopiskowe, z glebami organogenicznymi, użytkowane jako łąki. Występują na nich powszechnie spotykane gatunki roślin (głównie traw): kupkówka pospolita, wiechlina łąkowa, wiechlina zwyczajna, kłosówka wełnista, tomka wonna, wyczyniec łąkowy, jaskier ostry, mozga trzcinowata, szczaw zwyczajny.
Natomiast na przesuszonych terenach pradolinnych rozwijają się zbiorowiska muraw napiaskowych z takimi gatunkami jak: szczaw polny, zawciąg pospolity, kostrzewa czerwona, kocanka piaskowa, szczotlicha siwa.
W niektórych fragmentach Puszczy występują chronione gatunki roślin, m.in.:
- ostnica Jana ,
- wisienka stepowa ,
- konwalia majowa (ochrona częściowa) ,
- mącznica lekarska (ochrona częściowa) ,
- kruszyna pospolita (ochrona częściowa) ,
- bluszcz pospolity ,
- kocanka piaskowa (ochrona częściowa) ,
- kosaciec syberyjski  (gat. zagrożony),
- lilia złotogłów ,
- widłak jałowcowaty ,
- widłak goździsty ,
- paprotka zwyczajna (ochrona częściowa) ,
- pierwiosnka lekarska ,
- wiśnia karłowata ,
- sasanka łąkowa ,
- porzeczka czarna (ochrona częściowa) ,
- jarząb szwedzki ,
- kalina koralowa (ochrona częściowa) ,
- kopytnik pospolity (ochrona częściowa) ,
- dziewięćsił bezłodygowy

### Drzewostany
Ponad 90% obszaru Puszczy zajmują siedliska borowe. Udział gatunków iglastych w drzewostanach sięga 95%-97%. Średni wiek drzew wynosi 50-60 lat. Przeciętna zasobność drzewostanów gospodarczych wynosi 160-200 m³>/ha, a jego roczny przyrost 3-4 m³/ha.
Obszar Puszczy Bydgoskiej położony jest w granicach zasięgów geograficznych większości gatunków drzew rosnących na Niżu Polskim. Brak tu jest jednak naturalnych stanowisk buka, jodły pospolitej, modrzewia europejskiego i polskiego, brekinii oraz świerka pospolitego.
W Puszczy Bydgoskiej można wyróżnić kilkanaście zespołów siedliskowych.
| Nazwa                          | Uwagi |
| Bór suchy                      | Porasta szczyty wydm lub wyjałowione gleby porolne. Dno lasu jest opanowane przez gatunki porostów z rodzaju chrobotków i płucnicę islandzką. Występuje niekiedy na miejscu zdegradowanego boru świeżego. |
| Subkontynentalny bór świeży    | Najbardziej powszechny typ siedliskowy na terenie Puszczy (około 2/3 powierzchni). Zajmuje zbocza i szczyty wydm oraz równiny. W drzewostanie panuje sosna pospolita, a w podszycie jałowiec pospolity. W runie obok gatunków typowych dla borów takich jak np. borówka brusznica, borówka czernica i pszeniec zwyczajny, rosną często takie gatunki jak: kokoryczka wonna, konwalia majowa, nawłoć pospolita i gorysz pagórkowy. Dno lasu jest zwykle pokryte jest zwartym kobiercem mchów, utworzonym głównie przez rokiet pospolity i widłoząb falisty. |
| Suboceaniczny bór świeży       | Występuje na płaszczyznach międzywydmowych oraz w dolnych, zwłaszcza północnych partiach zboczy wydmowych. Wyróżnia go warstwa zielna, w której łanowo rośnie śmiałek pogięty. |
| Subokontynentalny bór mieszany | Dosyć częsty typ siedliskowy w Puszczy (1/4 powierzchni). Drzewostan współtworzą sosna zwyczajna i dąb szypułkowy (przeważnie w podszycie), z domieszką brzozy brodawkowatej. W podszycie rośnie często kruszyna, jarząb pospolity i jałowiec pospolity. W runie obok gatunków borowych występują takie rośliny jak: trzcinnik leśny, konwalia majowa, orlica pospolita i inne. W miejscach o wysokim poziomie wód gruntowych występuje odmiana wilgotna boru mieszanego. W runie tego typu siedliska licznie rośnie trzęślica modra. W warstwie mszystej występuje bielistka siwa oraz w dużych ilościach: orlica pospolita i siódmaczek leśny. Spotyka się również w płatach: konwalijkę dwulistną, sałatnika leśnego, prosownicę rozpierzchłą, perłówkę zwisłą i inne. |
| Kwaśna dąbrowa                 | Drzewostan budują dęby: bezszypułkowy lub rzadziej szypułkowy oraz w domieszce sosna zwyczajna. Warstwę zielną wyróżniają jastrzębce, trzcinnik pospolity, konwalia majowa, pszeniec zwyczajny, borówka czernica, konwalijka dwulistna i orlica pospolita. Obok nich spotyka się często gatunki grądowe i łąkowe. Część potencjalnych siedlisk kwaśnej dąbrowy na terenie Puszczy zajmują obecnie monokultury sosnowe. Budowa runa upodabnia się wówczas do subkontynentalnego boru mieszanego. |
| Dąbrowa świetlista             | Występuje wyspowo, m.in. w rezerwacie „Dziki Ostrów”, w południowo-zachodnim obrzeżu Puszczy. Jest to ciepłolubny, bogaty florystycznie zespół leśny. Drzewostan tworzy przede wszystkim dąb bezszypułkowy. W runie obok roślin typowo leśnych rosną światłolubne gatunki łąkowe, murawowe, okrajkowe i inne. |
| Ols porzeczkowy                | Rzadko występuje, głównie na obrzeżach Puszczy, wśród torfowisk np. w dolinie Kanału Noteckiego. Są to podtopione lasy z panującą olszą czarną, z domieszką wierzby drzewiastej. Podszyt tworzą: wierzba szara, wierzba uszata, kruszyna i podrost olszy czarnej. W runie dominują rośliny olsowe i szuwarowe. Pomiędzy kępami drzew skupiają się rośliny miejsc silnie zabagnionych (szuwarowe, olsowe, łąkowe), a wokół drzew, słabiej znoszące podtopienie – gatunki łęgowe i grądowe. |
| Grąd subkontynentalny          | Występuje fragmentarycznie, zajmując niewielkie powierzchnie. Przy tym często jest porośnięty sztucznie wprowadzonymi monokulturami sosnowymi. Naturalne płaty grądu wyróżnia obecność klonu polnego, kostrzewy różnolistnej, świerząbka gajowego, jaskra różnolistnego i fiołka przedziwnego. W płatach z drzewostanem niezgodnym z siedliskiem, przeważnie sosnowym, spośród roślin grądowych duży stopień pokrycia osiąga jedynie narecznica samcza. Nierzadko spotyka się także kupkówkę Aschersona, prosownicę rozpierzchłą, fiołka leśnego, kłosownicę leśną, pokrzywę zwyczajną, bodziszka cuchnącego, przytulię czepną, jeżyny i maliny. Pinetyzacja zespołu przejawia się dużym pokryciem borówki czarnej i śmiałka pogiętego.                                   |

Współczesny obraz szaty roślinnej Puszczy Bydgoskiej jest skutkiem eksploatacyjnej gospodarki leśnej (sztuczne wprowadzanie drzewostanów sosnowych od połowy XIX wieku), oraz gospodarki wodnej (osuszanie jezior i bagien przez olędrów). Puszcza charakteryzuje się ubóstwem gatunkowym spowodowanym głównie niską żyznością i wilgotnością siedlisk. Zdecydowanie przeważają monokultury sosny, tworzące na ogół równowiekowe powierzchnie. Bogatsze gatunkowo są młodsze drzewostany (poniżej 40 lat), gdyż nowo zakładane uprawy leśne są dostosowywane w większym, niż niegdyś stopniu do warunków siedliskowych.
Zasadniczym czynnikiem decydującym o małym zróżnicowaniu drzewostanów jest duży udział siedlisk boru świeżego i boru suchego. Lasy charakteryzują się wysoką zgodnością składu gatunkowego z siedliskiem, oszacowaną na ok. 90%.

### Fauna
W kompleksach leśnych Puszczy występuje kilkaset gatunków zwierząt z rodzaju kręgowców (tylko na obszarze Nadleśnictwa Bydgoszcz stwierdzono występowanie 168 gatunków, w tym 141 objętych ochroną). Najliczniejszą grupę stanowią ptaki. Stwierdzono tu lęgi 108 gatunków i regularne pojawianie się na przelotach ponad 30. Awifauna wodna i błotna gromadzi się zwłaszcza nad Wisłą, która stanowi ważny korytarz ekologiczny, a także na nadnoteckich łąkach i nad jeziorem Jezuickim.
Do najcenniejszych gatunków ptaków lęgowych, spośród których kilka umieszczonych zostało w Polskiej Czerwonej Księdze Zwierząt należą: bąk, bocian czarny, kania rdzawa, żuraw, derkacz i zimorodek. Natomiast do najpospolitszych gromadzących się na bagnach śródleśnych i różnego rodzaju zbiornikach wodnych z pasami przybrzeżnej roślinności należą: kurki wodne, krzyżówki, łyski, dzikie gęsi i łabędzie.
Na terenach otwartych występują: gawrony, skowronki polne, kuropatwy i kuliki wielkie, pospolite szczególnie w obszarze łąk nadwiślańskich oraz na terenach trawiastych i bagiennych. W lasach gnieżdżą się natomiast kosy, drozdy śpiewaki, sójki, wilgi, zięby pospolite, skowronki borowe, strzyżyki, dzięcioły zielone, dzięcioły duże i myszołowy zwyczajne. Przelotem nad Wisłą pojawiają się również orły bieliki.
Wśród ssaków stwierdzono blisko 50 gatunków, z czego 17 objętych jest ochroną. Do pospolitych mieszkańców Puszczy należą: jelenie, sarny, dziki, zające, dzikie króliki, lisy oraz borsuki. Przechodnio pojawia się łoś, a coraz częściej spotykany jest wilk szary (w 2014 bytowało w Puszczy około 20 osobników). Nad Kanałem Bydgoskim bytuje bóbr.
Z gadów spotyka się w Puszczy Bydgoskiej jaszczurki zwinki, rzadziej jaszczurki żyworodne, a w wilgotnych lasach i borach – padalce zwyczajne. Nad śródleśnymi zbiornikami wodnymi, na torfowiskach i skrajach lasów występuje zaskroniec zwyczajny. Stosunkowo rzadko spotkać można natomiast żmiję zygzakowatą i gniewosza plamistego.
Z płazów stwierdzono ok. 13 gatunków, wszystkie objęte ochroną, zaś wśród ryb m.in. objęte całkowitą ochroną jesiotry zachodnie, niegdyś stale wędrujące na tarło Wisłą oraz łososie atlantyckie, udające się Wisłą na tarło do Drwęcy.
Wchodzące w skład Puszczy tereny leśne Nadleśnictwa Bydgoszcz są miejscem bytowania 458 gatunków bezkręgowców.

## Ochrona przyrody
Puszcza Bydgoska jest ważnym ogniwem naturalnego korytarza ekologicznego o znaczeniu międzynarodowym (zgodnie z koncepcją ECONET), łączącym wzdłuż Wisły, Kampinoski Park Narodowy, przez Lasy Gostynińsko-Włocławskie z Borami Tucholskimi na północy oraz doliną Noteci i Puszczą Notecką na zachodzie. Puszcza jest czasami wskazywana jako miejsce w którym należałoby utworzyć park narodowy.
Większość Puszczy Bydgoskiej jest objęta ochroną prawną w obszarach chronionego krajobrazu:
- Wydm Kotliny Toruńsko-Bydgoskiej – część wschodnia i zachodnia,
- Wydm Śródlądowych na południe od Torunia,
- Łąk Nadnoteckich.

Na terenie Puszczy i jej obrzeżach znajdują się cztery rezerwaty przyrody, jeden projektowany oraz kilkaset użytków ekologicznych. Wśród pomników przyrody znajdują się m.in. okazałe sosny zwyczajne, dęby szypułkowe, topole czarne i białe oraz głaz narzutowy o obwodzie 695 cm.
Rezerwaty przyrody w Puszczy Bydgoskiej i na jej obrzeżach:
| Nazwa            | Typ          | Pow. [ ha ] | Główny przedmiot ochrony                                                                                            | Rok zał. | Położenie                                      |
| Dziki Ostrów     | leśny        | 74,7        | dąbrowa świetlista z rzadkimi gatunkami runa, porastająca wzniesienie wydmowe otoczone kompleksem łąk nadnoteckich. | 1977     | południowy skraj Puszczy, nad Kanałem Noteckim |
| Kępa Bazarowa    | leśny        | 32,4        | fragment lasu łęgowego wierzbowo-topolowego na terenie zalewowym                                                    | 1987     | Toruń                                          |
| Łażyn            | leśny        | 26,2        | 180-letni bór sosnowy reprezentatywny dla Puszczy Bydgoskiej                                                        | 2002     | centrum Puszczy, na południe od Wypalenisk     |
| Piecki Jezuickie | florystyczny | 33,0        | roślinność charakterystyczna dla torfowisk i borów bagiennych z gatunkami rzadkich roślin chronionych               | proj.    | na północ od jeziora Jezuickiego               |
| Tarkowo          | florystyczny | 0,3         | fragment boru świeżego ze stanowiskiem wiśni karłowatej                                                             | 1958     | południowy skraj Puszczy                       |

Tereny przylegające do Wisły, Noteci i Kanału Bydgoskiego należą ponadto do obszarów chronionych w sieci Natura 2000. Są to:
| Nazwa                                        | Symbol     | Typ | Pow. [ ha ] | Uwagi                                                                        |
| Dolina Dolnej Wisły                          | PLB 040003 | OSO | 33559       | Międzywale na odcinku od Włocławka po ujście Wisły.                          |
| Dolina Środkowej Noteci i Kanału Bydgoskiego | PLB300001  | OSO | 32409       | Pradolina Toruńsko-Eberswaldzka, między Bydgoszczą, a Wieleniem              |
| Solecka Dolina Wisły                         | PLH040003  | OZW | 7030        | Dolina Wisły od Solca Kujawskiego po Świecie                                 |
| Dolina Noteci                                | PLH300004  | OZW | 50532       | Pradolina Toruńsko-Eberswaldzka, między Bydgoszczą, a Ujściem                |
| Równina Szubińsko-Łabiszyńska                | PLH040029  | OZW | 2816        | Łąki nad Notecią i Kanałem Noteckim, na południowo-zachodnim obrzeżu Puszczy |
| Dybowska Dolina Wisły                        | PLH040011  | OZW | 1392        | Dolina Wisły, między Dybowem, a Solcem Kujawskim                             |
| Nieszawska Dolina Wisły                      | PLH040012  | OZW | 3891        | Dolina Wisły, między Nieszawą, a ujściem Drwęcy                              |

## Zaludnienie
Obszar Puszczy Bydgoskiej stanowi generalnie strefę wpływów etnograficznej grupy kujawskiej – Borowiacy Kujawscy (tzw. Kujawy Nadwiślańskie, Białe lub Borowe), a na zachodzie miesza się z grupą krajeńską.
Z uwagi na bardzo wysoki stopień zalesienia, obszar ten charakteryzuje się słabo rozwiniętą siecią osadniczą. W jego obrębie znajdują się nieliczne osady wiejskie, założone przez osadników olęderskich: Mała Nieszawka, Kąkol (Cierpice), Filipia (Dybowo), Przyłubie, Chrośna, Otorowo, Łęgnowo, Makowiska, Wypaleniska i inne.
Większe ośrodki miejskie znajdują się na obrzeżach Puszczy. Największym z nich jest Bydgoszcz, dla której Puszcza stanowi jeden z najważniejszych obszarów wypoczynku codziennego i świątecznego. Na północnym obrzeżu kompleksu leży również Solec Kujawski, Toruń, a na południowym wschodzie Aleksandrów Kujawski i Ciechocinek, zaś na południu Gniewkowo.

## Komunikacja

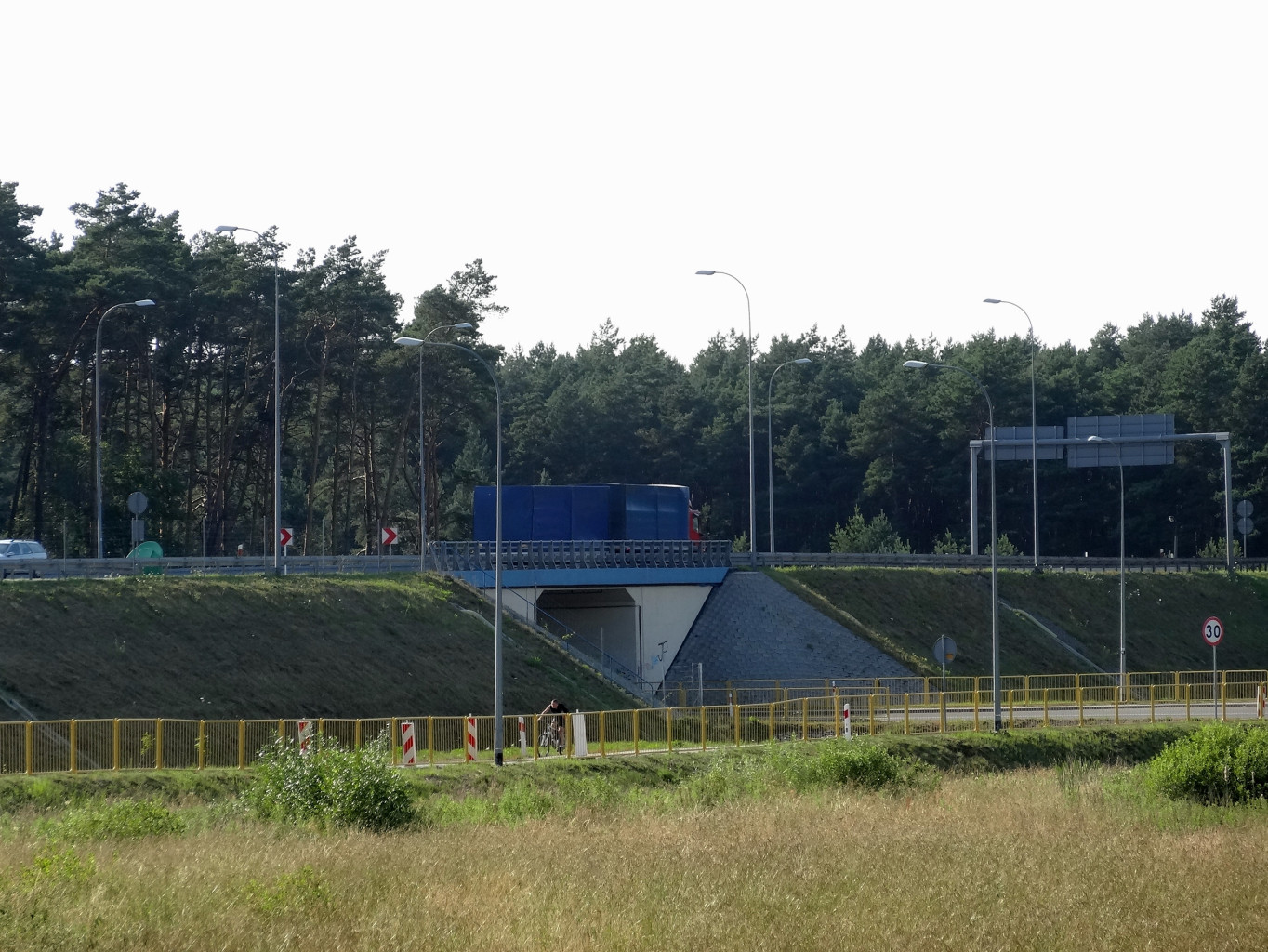
Droga ekspresowa S10 przebiegająca przez Puszczę Bydgoską

Dostępność komunikacyjna Puszczy Bydgoskiej wiąże się ściśle z istniejącym układem dróg oraz linii kolejowych, przebiegających w trójkącie Bydgoszcz – Toruń – Inowrocław. Przez zwarte obszary leśne prowadzi sieć dróg utwardzonych udostępnionych dla ruchu kołowego oraz drogi leśne zamknięte dla pojazdów samochodowych.
W styczniu 2012 roku oddano do użytku nową drogę łączącą obwodnicę Bydgoszczy z dzielnicą Glinki.

## Turystyka
Rejon Puszczy posiada stosunkowo ubogie zagospodarowanie turystyczne. Duży ruch turystyczny generują miasta położone na obrzeżach Puszczy: Toruń, Bydgoszcz, Ciechocinek. Najważniejszym letnim kąpieliskiem jest jezioro Jezuickie, zaś do najatrakcyjniejszych obiektów turystycznych należy park jurajski w Solcu Kujawskim oraz otwarte w 2011 r. Eksploseum na terenie byłej DAG Fabrik Bromberg.
Wśród zabytków architektury: zachowały się domy kolonistów olęderskich z XVIII w. – najciekawsze w Łęgnowie i Słońsku, olęderski spichlerz młyński w Otorowie oraz drewniany XVIII-wieczny kościół św. Anny w Liszkowie.
W Puszczy Bydgoskiej znajduje się również infrastruktura edukacyjno-turystyczna, zorganizowana przez służby Lasów Państwowych. Są to m.in.: cztery leśne ścieżki dydaktyczne, utworzone w latach 1996–1997, ośrodek szkoleniowo-wypoczynkowy w siedzibie nadleśnictwa w Solcu Kujawskim oraz pokój gościnny w siedzibie nadleśnictwa w Gniewkowie.
Leśne ścieżki dydaktyczne na terenie Puszczy Bydgoskiej:
| Nazwa         | Położenie                                             | Nadleśnictwo   | Długość [ km ] | Czas przejścia [ godz. ] | Przystanki |
| „Białe Błota” | na skraju wsi Białe Błota, ok. 2 km od Bydgoszczy     | Bydgoszcz      | 5,0            | 5,0                      | 1.Las zaczyna się w szkółce. 2.Ochrona przeciwpożarowa lasu. 3.Warstwowa budowa lasu. 4.Bory i lasy. 5.Leśnik lekarzem lasu. 6.Mała retencja. 7.Gospodarka łowiecka. 8.Ols. 9.Bagienko śródleśne. 10.Śródleśna łąka. 11.Struga młyńska. 12.Jak rośnie lasu. 13.Drzewostan na gruntach porolnych. opis                                                                      |
| „Buczyna”     | 0,7 km na wschód od dworca PKP w Nowej Wsi Wielkiej   | Solec Kujawski | 4,5            | 5,0 lub 3,5              | 1.Jak należy się zachować czyli poradnik leśnego wędrownika 2.Grzybobranie 3.Jak rośnie las 4.Ptaki-mali lekarze 5.Równowaga biologiczna lasu 6.Warstwowa budowa lasu 7.Naturalny wodopój zwierzyny dzikiej 8.Pożar-zagrożenie egzystencji ekosystemu leśnego 9.Krok przed naturą 10.Dlaczego las jest taki ważny 11.Mali strażnicy lasu 12.Początek długiej drogi. folder |
| „Cierpiszewo” | 0,4 km od Cierpic                                     | Cierpiszewo    | 3,1            | 2,5                      | 1.Siedziba Nadleśnictwa Cierpiszewo. 2.Pożarzysko. 3.Uprawy leśne. 4.Podszyt. 5.Czatownie dla ptaków drapieżnych. 6.Struga Zielona. folder |
| „Świerczyna”  | 2 km na północ od dworca PKP w Aleksandowie Kujawskim | Gniewkowo      | 2,0            | 2,0                      | 1.Zwierzyna 2.Rośliny runa leśnego 3.Pułapki feromonowe 4.Kompleksowa ochrona lasu 5.Zanieczyszczenie środowiska 6.Przebudowa drzewostanu 7.Powalone drzewa 8.Nasiona drzew leśnych 9.Kornik drukarz 10.Modrzew 11.Jesion 12.Świerczyna 13.Ptasi zegar. opis |

### Szlaki turystyczne

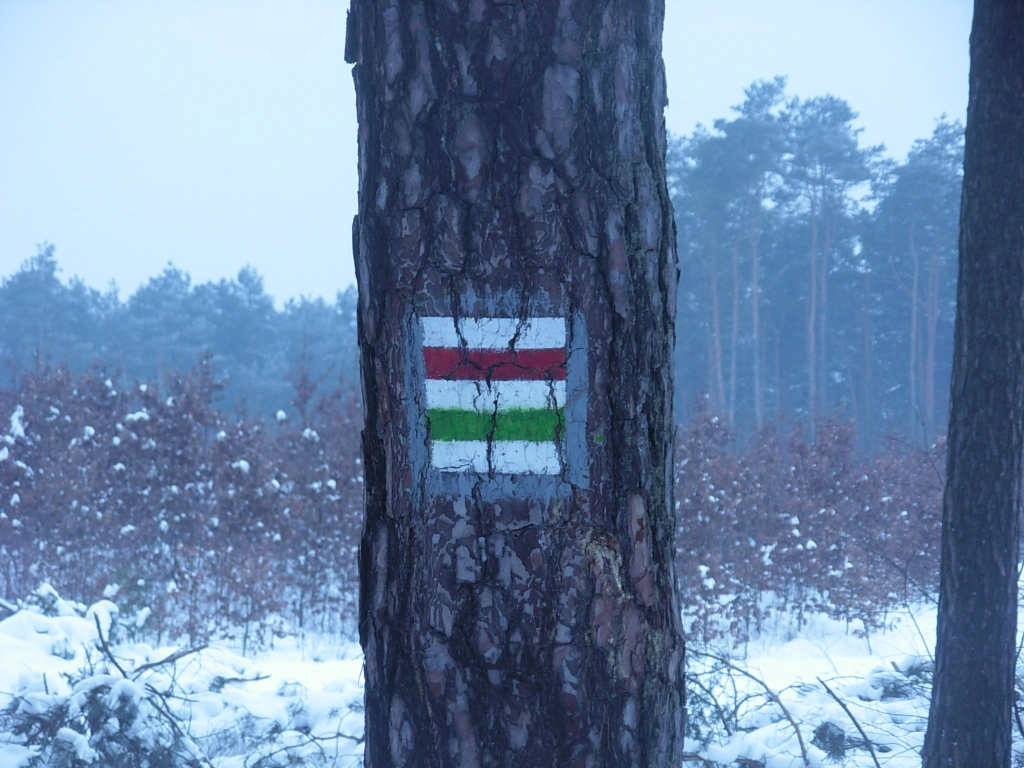
Oznakowanie PTTK w Puszczy Bydgoskiej

Puszcza Bydgoska stanowi atrakcyjny obszar dla turystyki pieszej i rowerowej, a także grzybiarzy i myśliwych. Przez jej obszar wytyczono kilkanaście znakowanych szlaków turystycznych:
- pieszy szlak turystyczny „Puszczański” Bydgoszcz – Gniewkowo 42 km,
- pieszy szlak turystyczny „Relaks” Bydgoszcz – Jezioro Jezuickie (Chmielniki) 17,8 km,
- pieszy szlak turystyczny „Wolnościowy” Bydgoszcz – Jezioro Jezuickie – Nowa Wieś Wielka 26,8 km,
- pieszy szlak turystyczny „Komputerków” Bydgoszcz Glinki – Jezioro Jezuickie – Solec Kujawski 30,5 km,
- pieszy szlak turystyczny „Zielonej Strugi” Rojewo – Przyłubie 31 km,
- pieszy szlak turystyczny „im. Mariana Przybylskiego” Przyłubie – Chrośna 20 km,
- pieszy szlak turystyczny „im. Tadeusza Dolczewskiego” Solec Kujawski – Kabat – Przyłubie 16 km,
- pieszy szlak turystyczny „Martyrologii Solecczan” Solec Kujawski 8 km,
- pieszy szlak turystyczny „Powstania Kościuszkowskiego” Bydgoszcz – Łabiszyn 26,8 km,
- pieszy szlak turystyczny „im. Wojciecha Rzeźniackiego” Bydgoszcz – Rynarzewo – Tur 20,1 km,
- pieszy szlak turystyczny „Nadnotecki” Bydgoszcz – Łochowo – Potulice – Nakło nad Notecią 27,6 km,

## Miejsca pamięci narodowej
Podczas okupacji hitlerowskiej Puszcza Bydgoska była miejscem wielu masowych egzekucji ludności polskiej i żydowskiej. Na terenach leśnych znajdują się symboliczne mogiły i tablice pamiątkowe, nie licząc zbiorowych mogił na cmentarzach:
| Nazwa                                            | Położenie                                                                      | Opis |
| Pomnik i mogiły.                                 | Przy drodze Gniewkowo-Cierpice, w pobliżu Gniewkowa                            | Miejsce egzekucji ok. 4 tys. Polaków – mieszkańców Gniewkowa, Inowrocławia, Bydgoszczy i Torunia. Mordy przeprowadzono w latach 1939–1941. |
| Pomnik z tablicą pamiątkową                      | Paterek, północno-zachodni kraniec Puszczy                                     | Miejsce egzekucji ok. 200 Polaków z powiatu wyrzyskiego, zamordowanych w 1939 r. przez Selbstschutz. |
| Pomnik                                           | Potulice, północno-zachodni kraniec Puszczy                                    | Od października 1939 r. do końca okupacji mieścił się tu obóz przejściowy dla wysiedlonych z Pomorza Polaków (w tym dzieci). Panowały tu warunki zbliżone do obozów koncentracyjnych. Na miejscowym cmentarzu spoczywa blisko 1300 ofiar, w tym 767 dzieci. W latach 1945–1950 obóz przekształcono w Centralny Obóz Pracy w Potulicach, w którym więziono więźniów niemieckich. |
| Tablica pamiątkowa                               | Leszyce, południowy skraj Puszczy                                              | Miejsce mordu 11 Polaków, m.in. pracowników leśnych. Zbrodni dokonali w 1939 r. miejscowi Niemcy, członkowie Selbstschutzu. |
| Pomnik i cmentarz wojenny                        | W pobliżu rozwidlenia dróg: Toruń-Inowrocław i Toruń-Bydgoszcz                 | Ku czci żołnierzy radzieckich – ofiar obozu jenieckiego. |
| Miejsce straceń                                  | Odolion, w pobliżu Aleksandrowa Kujawskiego                                    | Miejsce mordu Polaków w 1939 r. |
| Pomnik                                           | Nowa Wieś Wielka, przy skrzyżowaniu dróg do Solca Kujawskiego oraz do Chrośnej | Ku czci pomordowanych w okresie II wojny światowej pracowników leśnych z terenów nadleśnictwa Solec Kujawski. |
| Tablica pamiątkowa                               | Leśnictwo Zagórzanka, w oddziale nr 269                                        | Ku czci Polaków, których szczątki spalili hitlerowcy w 1944 roku. |
| Pomnik ofiar katastrofy kolejowej pod Otłoczynem | Leśnictwo Karczemka, w pobliżu stacji Otłoczyn                                 | 19 sierpnia 1980 r. miał tu miejsce największy w historii powojennej Polski wypadek kolejowy. Tragedia pochłonęła życie 67 ofiar. |